# Auboncourt-Vauzelles
Auboncourt-Vauzelles là một xã ở tỉnh Ardennes, thuộc vùng Grand Est ở phía bắc nước Pháp.